# Silke
Silke är även ett flicknamn. Se Silke (namn).

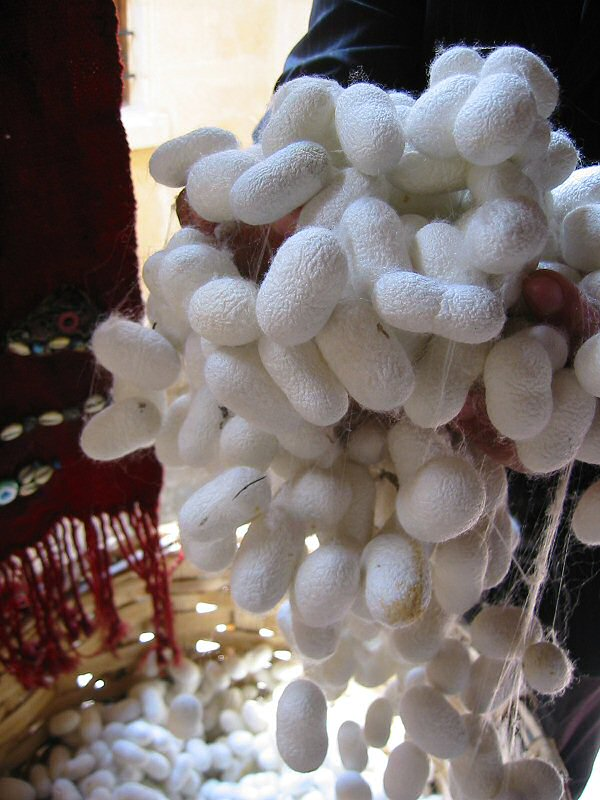
Silkesmaskkokonger

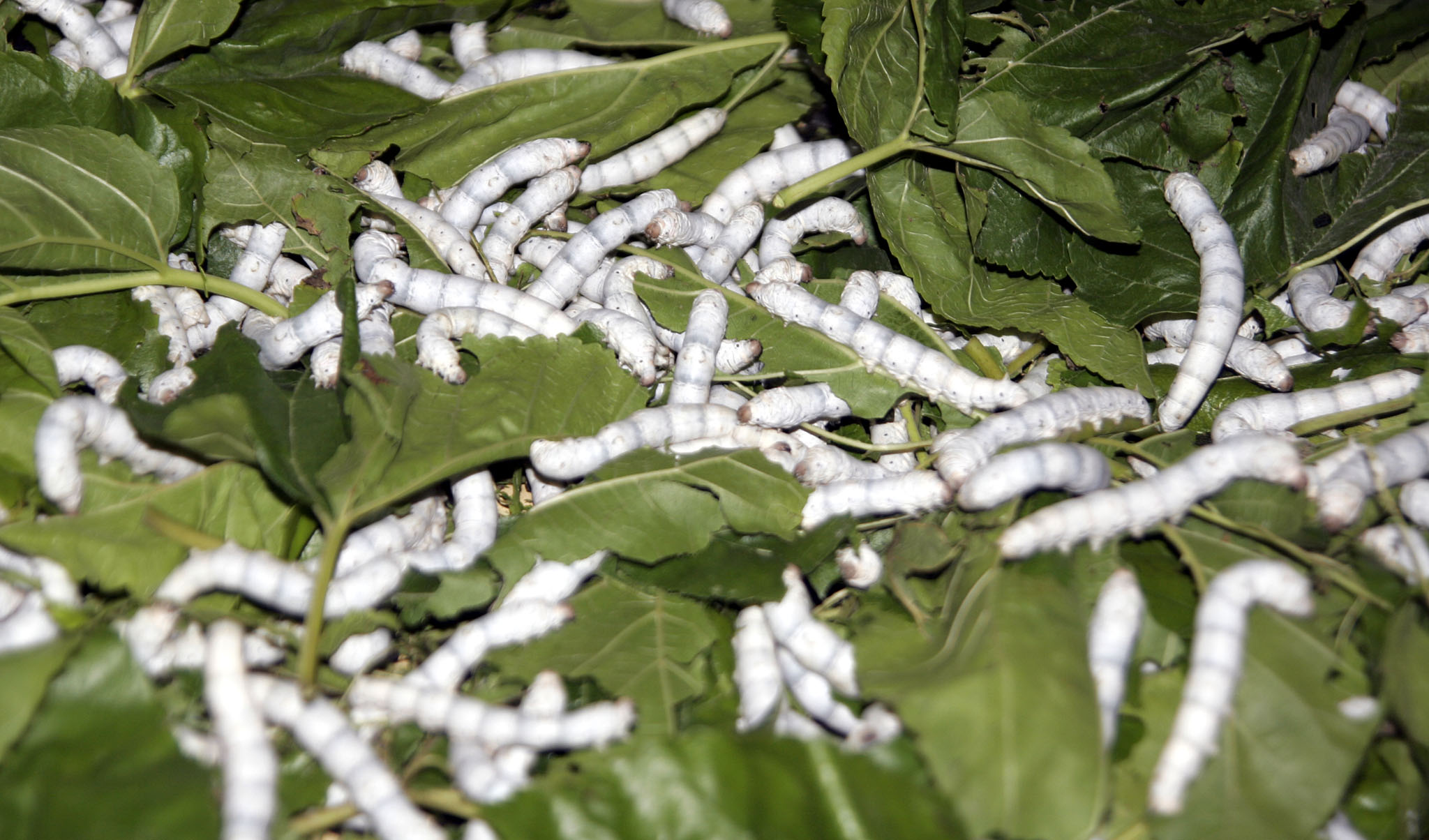
Silkesmaskar på mullbärslöv

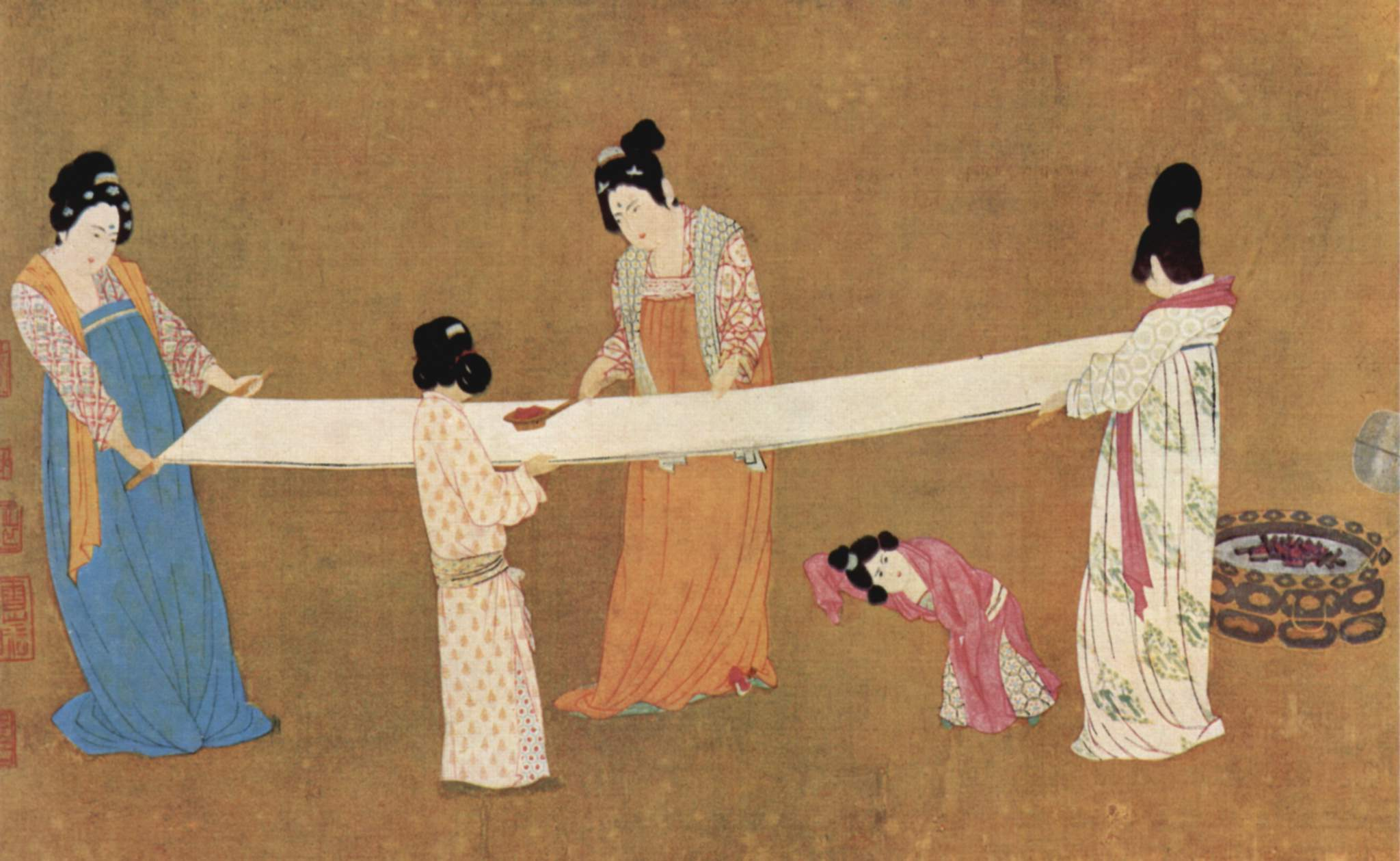
Kinesiska kvinnor granskar färdigvävt sidentyg

Silke är kokongtrådar som silkesfjärilens larver spinner in sig i när de förpuppas. Silkestråd är en textilfiber som används till garn och tyg, benämnt siden. Det finns två sorters silke, mullbärssilke och tussahsilke.

## Råsilke
Råsilke är en tråd som bildas av en grupp om 5 till 8 av de fibrer som hasplas ur silkesmaskens kokonger. Fibern består av två parallella kärnor av fibroin sammanhållna av ett klistrigt ämne, sericin. Att kärnorna är två till antalet beror på att silkesmasken har två spinnvårtor tätt intill varandra på sitt huvud, och spinner ur bägge vårtorna samtidigt.
Väl ute i luften stelnar sericinet, som till att börja med är en tjockflytande vätska, nästan genast till geléartad konsistens och håller på så sätt ihop gruppen av de enskilda fibrerna. Två eller flera av dessa fibergrupper tvinnas sedan till silketråd av önskad grovlek.

## Typer av silke

### Mullbärssilke
Mullbärssilke är silke som odlas i mullbärsträd, och silkeslarven lever av trädets blad. Silkesfibern i mullbärssilkeskokongerna kan vara 700-1500 meter lång. Larverna spinner in sig i silket för att förpuppas, men för att få fram silkestråden dödas larverna genom kokning. Om man inte dödar larven utan skär upp silket försiktigt får man kortare trådar. Silket kan sedan hasplas upp, och man hasplar vanligen 10–15 trådar tillsammans. Efter avhasplingen kokas silket av, vilket innebär att det protein, sericin, som klistrar samman trådarna avlägsnas. Silkestråden är därefter färdig att användas.

### Tussahsilke
Tussahsilke kallas också vildsilke och till skillnad från mullbärssilket kan inte sericinet kokas av.  Silkestråden från tussahsilke är därför grövre och mer ojämn än mullbärssilkestråden. Larven dödas med en nål. Silkestråden i en kokong är ungefär 300 till 900 meter lång. Eftersom man heller inte kan kontrollera vad vildsilkeslarven äter varierar den i färg, från vit till mörkgrå, beige och gult. Tussahsilket används för tillverkning av shantung.

### Erisilke eller peace-silke
Erisilke kallas det silke som görs av kokongen efter att larven har redan lämnat den, dvs larven dödas inte. Därför kallas erisilke också peace-silke, och det kan användas av veganer och övervakare av Buddhism. Erisilke är vildsilke, och kvalitén och färgen av silkesfibern beror på orten där larven lever samt växten den äter. Fibern blir kortare än för mullbärssilke. Erisilke kommer först och främst från Indien från Assam trakten, men Kina och Thailand har också peace-silkesproduktion 

### Schappesilke
Schappesilke kallas det silke som görs av kokongens yttersta silkefibrer som är för trassliga för att kunna nystas av. Fibrerna bearbetas så de läggs parallellt, på liknande sätt som när man spinner kamgarn av ylle. 

### Bourettsilke
Bourettsilke är ett ojämnt, nopprigt silkesgarn som tillverkas av det kortfibriga avfallet som uppstår vid tillverkning av schappesilke.